# Plattenhausenriegel
Über den Plattenhausenriegel (tschechisch Blatný vrch) im Bayerischen Wald läuft die Grenze des Landkreises Freyung-Grafenau in Bayern zu Tschechien, er liegt zwischen dem Großen Rachel (1453 m) im Westnordwesten und dem Lusen (1373 m) im Südosten und ist nach der aktuellen Topographischen Karte Bayerns 1372 m ü. NHN hoch; in den meisten Karten ist für den Berg jedoch eine Höhe von 1376 m eingetragen.
Der auf der Landkarte des Philipp Apian aus dem Jahr 1568 als Plattenhausen m. eingezeichnete Plattenhausenriegel ist ein langgestreckter Höhenrücken quer zur Staatsgrenze, sein unscheinbarer Gipfel besteht aus einer etwa 5 m hohen Felsformation. Der Berg liegt in der Kernzone des Nationalparks Bayerischer Wald, er ist nur über den unmarkierten Grenzsteig in der Zeit vom 15. Juli bis 15. November eines jeden Jahres zu erreichen (Nationalparkverordnung).
Am 20. Juni 1963 stürzten auf deutschem Gebiet, westlich des Plattenhausenriegels, zwei tschechoslowakische MiG-15-Düsenjäger ab. Beide Piloten kamen dabei ums Leben.